# Тиса (Арад)
Тиса (рум. Tisa) насеље је у Румунији у округу Арад у општини Халмађу. Oпштина се налази на надморској висини од 252 m.

## Становништво
Према подацима из 2002. године у насељу је живело 270 становника, од којих су сви румунске националности.